# الجوس الاحمر (الملاح)

تعديل مصدري - تعديل

الجوس الأحمر هي إحدى قرى عزلة الملاح بمديرية الملاح التابعة لمحافظة لحج، بلغ تعداد سكانها 27 نسمة حسب تعداد اليمن لعام 2004.